# Ватерполо репрезентација Холандије
Ватерполо репрезентација Холандије представља Холандију на међународним ватерполо такмичењима и под контролом је Краљевског пливачког савеза Холандије (Koninklijke Nederlandse Zwembond).
Највећи успеси репрезентације су златна медаља на Европском првенству 1950, као и две бронзане. На олимпијским играма је освојила две бронзане медаље.

## Резултати на међународним такмичењима

### Олимпијске игре
- 1900 - 1904: Није учествовала
- 1908: 4. место
- 1912: Није учествовала
- 1920: 4. место
- 1924: 7. место
- 1928: 5. место
- 1932: Није се квалификовала
- 1936: 5. место
- 1948:  3. место
- 1952: 5. место
- 1956: Није се квалификовала
- 1960: 8. место
- 1964: 8. место
- 1968: 7. место
- 1972: 7. место
- 1976:  3. место
- 1980: 6. место
- 1984: 6. место
- 1988: Није се квалификовала
- 1992: 9. место
- 1996: 10. место
- 2000: 11. место
- 2004 - 2012: Није се квалификовала

### Светско првенство
| - 1973: 8. место - 1975: 8. место - 1978: 13. место - 1982: 4. место - 1986: 14. место | - 1991: Није се квалификовала - 1994: 8. место - 1998: Није се квалификовала - 2001: 9. место - 2003 - 2011: Није се квалификовала |

### Европско првенство
| - 1926: Није учествовала - 1927: 11. место - 1931: Није учествовала - 1934: 9. место - 1938: Победник - 1947: 4. место - 1950: Победник - 1954: 3. место - 1958: 6. место - 1962: 6. место | - 1966: 8. место - 1970: 5. место - 1974: 4. место - 1977: 5. место - 1981: 8. место - 1983: 6. место - 1985: 7. место - 1987: 12. место - 1989: 8. место - 1991: 9. место | - 1993: 8. место - 1995: 10. место - 1997: 9. место - 1999: 12. место - 2001: 10. место - 2003: 11. место - 2006: 10. место - 2008: Није се квалификовала - 2010: Није се квалификовала - 2012: 10. место - 2014: 10. место - 2016: 12. место - 2018: 10. место - 2020: 15. место - 2022: 11. место - 2024: 11. место |

### Светски куп
- 1979 - 1981: Није се квалификовала
- 1983: 6. место
- 1985: 6. место
- 1987 - 1993: Није се квалификовала
- 1995: 7. место
- 1997 - 2010: Није се квалификовала

### Светска лига
- 2002: Није учествовала
- 2003: 6. место
- 2004 - 2010: Није учествовала
- 2011: Квалификациони турнир